# Čkalovskij rajon
Il Čkalovskij rajon (in russo Чкаловский район?) era un distretto (rajon) dell'oblast' di Nižnij Novgorod, nella Russia europea, con capoluogo Čkalovsk. Dal 2015 è stato trasformato in circondario urbano della città di Čkalovsk (Городской округ город Чкаловск, Gorodskoj okrug della città di Čkalovsk).